# Audi Type R
De Audi Type R "Imperator" is een auto uit de topklasse die van 1927 tot 1929 geproduceerd werd door de Duitse autobouwer Audiwerke AG Zwickau als opvolger van de zeer dure Type M. De Imperator was de eerste wagen van Audi die aangedreven werd door een achtcilindermotor.
De 4,9L acht-in-lijnmotor met zijkleppen van 100 pk was voorin gemonteerd. Het motorvermogen werd via een handgeschakelde drieversnellingsbak en een cardanas overgebracht op de achterwielen. De Imperator-motor was veel eenvoudiger ontworpen dan die van de Type M met zijn bovenliggende nokkenas. De Type R maakte net zoals zijn voorganger gebruik van bladgeveerde starre assen voor en achter. Verder was de wagen uitgerust met trommelremmen op alle wielen, die mechanisch in plaats van hydraulisch bediend werden. Hoewel de Type R groter en comfortabeler was dan zijn voorganger, bedroegen de fabricagekosten slechts de helft daarvan.
De Type R werd aangeboden als open tourer, sedan en cabriolet. Ondanks het feit dat de wagen 30 pk meer motorvermogen bood tegen een prijs die zo'n 30% lager lag dan zijn voorganger, was de Type R geen groot succes. Tussen 1927 en 1929 werden er slechts 145 exemplaren geleverd.
De slechte verkoopcijfers van zowel de Type M als de Type R brachten Audi in ernstige financiële problemen. Om een dreigend faillissement te vermijden fuseerde Audi in de jaren dertig met DKW, Horch en Wanderer tot één holding: Auto-Union.